# An-Nàssir al-Hàsan ibn Izz-ad-Din
An-Nàssir al-Hàssan ibn Izz-ad-Din fou imam zaidita del Iemen. Va lluitar contra els Tahírides del Iemen i fou reconegut imam per la seva erudició i coneixement de la jurisprudència zaidita. El seu govern va des de 1494 a la seva mort el 1523. El va succeir el seu fill al-Hadi Izz-ad-Din ibn al-Hàssan.